# Nymphoides
Nymphoides trong tiếng Việt gọi các tên chi Rau tràng, chi Thủy nữ, chi Trang là một chi thực vật có hoa trong họ Menyanthaceae.

## Loài
Chi này gồm các loài:
- Nymphoides aquatica (J.F.Gmel.) Kuntze, 1891: Đông nam Hoa Kỳ.
- Nymphoides astoniae M.D.Barrett & R.L.Barrett, 2015: Tây Úc.
- Nymphoides aurantiaca (Dalzell) Kuntze, 1891: Tiểu lục địa Ấn Độ, Malaysia bán đảo, Đài Loan.
- Nymphoides balakrishnanii P.Biju, Josekutty, Haneef & Augustine, 2016: Kerala (Ấn Độ).
- Nymphoides beaglensis Aston, 1987: Tây Úc.
- Nymphoides bosseri A.Raynal, 1971: Madagascar.
- Nymphoides brevipedicellata (Vatke) A.Raynal, 1971: Từ Cameroon tới tây bắc Ethiopia và về phía nam tới miền bắc Nam Phi.
- Nymphoides cambodiana (Hance) Tippery, 2009 (đồng nghĩa: Villarsia cambodiana, V. rhomboidalis)[3] - Huy lạc: Campuchia, Lào, Việt Nam.
- Nymphoides cordata (Elliott) Fernald, 1938: Từ đông nam Canada tới miền đông Hoa Kỳ.
- Nymphoides coreana (H.Lév.) H.Hara, 1937: Từ miền nam Viễn Đông Nga tới ôn đới Đông Á (miền bắc Trung Quốc, bán đảo Triều Tiên, Nhật Bản, Đài Loan).
- Nymphoides coronata (Dunn) Chun ex Y.D.Zhou & G.W.Hu, 2014: Quảng Đông, Hải Nam.
- Nymphoides crenata (F.Muell.) Kuntze, 1891: Australia.
- Nymphoides cristata (Roxb.) Kuntze, 1891 – Thủy nữ sóng. Từ Pakistan, tiểu lục địa Ấn Độ qua trung nam Trung Quốc (kể cả Hải Nam), Đài Loan.
- Nymphoides disperma Aston, 1986: Tây Úc.
- Nymphoides elegans A.Raynal, 1971: Madagascar.
- Nymphoides elliptica Aston, 1984: Queensland.
- Nymphoides exiliflora (F.Muell.) Kuntze, 1891: Từ đông bắc Lãnh thổ Bắc Úc tới Queensland.
- Nymphoides ezannoi Berhaut, 1967: Từ miền tây châu Phi nhiệt đới tới Sudan.
- Nymphoides fallax Ornduff, 1970: Từ Mexico tới Guatemala.
- Nymphoides flaccida L.B.Sm., 1952: Colombia.
- Nymphoides forbesiana (Griseb.) Kuntze, 1891: Từ vùng nhiệt đới châu Phi tới miền nam châu Phi.
- Nymphoides furculifolia Specht, 1958: Lãnh thổ Bắc Úc.
- Nymphoides geminata (R.Br.) Kuntze, 1891: Miền đông Australia.
- Nymphoides grayana (Griseb.) Kuntze, 1919: Bahamas, Brasil, Cuba, Florida.
- Nymphoides guineensis A.Raynal, 1971: Guinea.
- Nymphoides hastata (Dop) Kerr, 1951 – Thủy nữ mũi mác: Việt Nam.
- Nymphoides herzogii A.Galán & G.Navarro, 1989: Bolivia.
- Nymphoides humboldtiana (Kunth) Kuntze, 1891: Nhiệt đới và cận nhiệt đới châu Mỹ.
- Nymphoides humilis A.Raynal, 1971: Mali, Cameroon.
- Nymphoides hydrophylla (Lour.) Kuntze, 1891 – Thủy nữ nhỏ, tràng nhỏ: Từ Iran qua tiểu lục địa Ấn Độ, miền nam Trung Quốc, Đông Dương.
- Nymphoides indica (L.) Kuntze, 1891 – Thủy nữ Ấn, rau tràng: Nhiệt đới và cận nhiệt đới châu Á tới các đảo tây nam Thái Bình Dương.
- Nymphoides krishnakesara K.T.Joseph & Sivar., 1990: Tây nam Ấn Độ.
- Nymphoides lungtanensis S.P.Li, T.H.Hsieh & Chun C.Lin, 2002: Chiết Giang, Đài Loan.
- Nymphoides macrosperma K.V.Nair, 1968: Ấn Độ.
- Nymphoides milnei A.Raynal, 1971: Miền tây Zambia.
- Nymphoides minima (F.Muell.) Kuntze, 1891: Miền bắc Australia.
- Nymphoides minor (D.Don ex G.Don) S.Gupta, A.K.Mukh. & M.Mondal, 2000: Tây Himalaya.
- Nymphoides × montana Aston, 1982: Đông nam Australia.
- Nymphoides palyi Biju, Josekutty, Haneef & Augustine, 2016: Kerala (Ấn Độ).
- Nymphoides parvifolia (Griseb.) Kuntze, 1891 – Thủy nữ lá nhỏ: Nhiệt đới châu Á tới miền bắc Australia.
- Nymphoides peltata (S.G.Gmel.) Kuntze, 1891: Ôn đới đại lục Á-Âu, Algeria. Du nhập vào miền đông Hoa Kỳ, Thụy Điển.
- Nymphoides planosperma Aston, 1982: Lãnh thổ Bắc Úc.
- Nymphoides quadriloba Aston, 1982: Miền bắc Australia.
- Nymphoides rautanenii (N.E.Br.) A.Raynal, 1971: Từ miền nam Cộng hòa Dân chủ Congo tới Nam Phi.
- Nymphoides siamensis (Ostenf.) Kerr, 1940: Thái Lan.
- Nymphoides simulans Aston, 2002: Từ Lãnh thổ Bắc Úc tới Queensland.
- Nymphoides sivarajanii K.T.Joseph, 1991: Kerala (Ấn Độ).
- Nymphoides spinulosperma Aston, 1997: Từ miền nam Queensland tới Victoria.
- Nymphoides spongiosa Aston, 1982: Lãnh thổ Bắc Úc.
- Nymphoides subacuta Aston, 1982: Lãnh thổ Bắc Úc.
- Nymphoides tenuissima A.Raynal, 1971: Từ miền nam Cộng hòa Dân chủ Congo tới Zambia.
- Nymphoides thunbergiana (Griseb.) Kuntze, 1891: Từ miền nam vùng nhiệt đới châu Phi tới miền nam châu Phi, Madagascar.
- Nymphoides tonkinensis (Dop) P.H.Hô, 1993 – Thủy nữ Bắc Bộ: Miền bắc Việt Nam (Hải Dương).
- Nymphoides triangularis Aston, 1984: Queensland.
- Nymphoides verrucosa (R.E.Fr.) A.Galán & G.Navarro, 1989: Từ Bolivia tới Paraguay.
- Nymphoides walshiae R.W.Davis & K.R.Thiele, 2016: Tây Úc.